# Rybcza
Rybcza – wieś leżąca w rejonie krzemienieckim obwodu tarnopolskiego Ukrainy.
W II RP położona w powiecie krzemienieckim województwa wołyńskiego.
Według strony internetowej Najwyższej Rady Ukrainy Rybcza powstała w 1894. Polskie źródła wskazują, że wieś była założona przed rozbiorami. Wieś była zamieszkana wyłącznie przez Polaków aż do 1940 r. gdy zostały zawarte 4 małżeństwa polsko-ukraińskie.
Po 1920 roku, w środku wsi wybudowano piętrowy, murowany budynek szkolny. Podczas okupacji sowieckiej w 1941 r. do Armii Czerwonej powołano 10 mieszkańców wsi, których dalsze losy są nieznane.
W 1943 r. we wsi powstała baza samoobrony przed napadami ukraińskich nacjonalistów. Zdołała ona 5 sierpnia 1943 r. odeprzeć atak UPA, ale spalonych zostało 42 domostw.
W maju 1945 polscy mieszkańcy zostali przymusowo wysiedleni, a budynek szkoły rozebrany.
W 2007 ludność wsi liczyła 100 osób.